# キリン (漫画)
『キリン』は、東本昌平による日本のバイク漫画。
1987年から2010年にかけて、掲載誌を移しながら発表された。おおまかに4部構成となっており、単行本は全39巻。2010年から『キリン The Happy Ridder Speedway』と改題して、第5部に相当するエピソードが発表されていたがこれも2016年に完結している。
2012年3月に「POINT OF NO RETURN!」編を原作とする実写映画『キリン POINT OF NO-RETURN!』が公開された。

## 概要
1987年より1990年まで、月刊オートバイ雑誌『ミスターバイクBG』（モーターマガジン社）にて「キリン　POINT OF NO RETURN!」編を連載。連載終了後 『ヤングキング』（少年画報社）に連載を移し、「The Horizontal Grays」編をスタート。1998年より同社『ヤングキング別冊キングダム』に連載を移し「RUN THE HAZARD」編を連載。2004年11月、『キングダム』の休刊に伴い、2005年より再度『ヤングキング』に舞台を移して連載を継続。「WONDER NET WANDER」編の終了に伴い、単行本第39巻をもって『キリン』としての刊行は完結。続く「The Happy Ridder Speedway」編では、『キリン The Happy Ridder Speedway』として新たに第1巻から第11巻（完結）単行本が刊行されている。
　バイクに乗ること、スピードの彼方への焦がれ、魂を燃やし続けるバイク乗りたちの群像劇は、バイクを愛する読者に強い影響を与え、一部のバイク乗り（読者）から「バイク乗りの聖典（バイブル）」と呼ばれるに至った。
　本作は東本昌平の代表作のひとつであり、特徴としてオートバイや車、背景などの緻密な作画に驚嘆する。特徴的な擬音やヘルメットの中でのライダー自身の独白、時間軸を縦横無尽に変えるなどその構成は映画的。後の作品にも見られる詩的に描かれてるセリフ回しなどは革新的であった。特に「POINT OF NO RETURN!」は、全編を通してその傾向が強く、当時では前例の無い全く新しい大人の漫画として連載された（この作品連載にゴー・サインを出した、担当編集者の慧眼も評価されるべき）。
　ジャンルはいわゆるオートバイ漫画となるのが当時バイク漫画にあった「公道からサーキットへの成り上り物語」や「バイク＝暴走族青春モノ」や「主人公の日常模様にバイクを添えたモノ」などでなく「バイク乗りの本質」をメインとしたものであり、これは全編に共通して言える事である（その為、登場する車種で特にこれといった一貫性はない）。
　ちなみに、本作で出てくる「バトル」という言葉は、端的に言うとバイク同士またはバイク対クルマ（又は車同士）での公道上での競争。つまりは「追いかけっこ」「スピードによる意地の張り合い」を意味している。
　本作のタイトルでもありシリーズを通じて主人公の名前としても使われる「キリン」とは、バイクを草食動物、車を肉食動物であると喩え「キリンは子供をライオンに奪われても、奪還しようともせず、ただ遠くから見守るだけ」という観点から、バイク乗りに例えられ、バイクに乗る者としての存在意義に対する考えである（「RUN THE HAZARD」編では速く走る存在という意味から霊獣麒麟とのダブルミーニングにもなっている）。
　つまり「キリン」とは、個人の名称ではなく「バイク乗り」を意味していると思われる。そういった理由が「キリン」という名に込められている為か、車との競争や車とバイクを比較するシーンが多い。
　本作品で「キリン」というあだ名をつけられているのは、「POINT OF NO RETURN!」編の38歳の主人公の男と「RUN THE HAZARD」編の主人公、および「WONDER NET WANDER」の主人公・琴吹凛。あだ名は同一であるが、それぞれまったくの別の人物。「The Horizontal Grays」編にはストーリーに直接関与する形では「キリン」は登場しない（ただし、前シリーズの主人公と思われる男性が何度か登場しているし、著者の別作品でも、作中のエピソードに絡んだりしている短編作品がある）。

## あらすじ
各シリーズを便宜上、第1部 - 第4部として記述する。
「POINT OF NO RETURN!」編（1 - 4巻）
　漫画「キリン」神話の始まり。
　スズキ GSX1100S「カタナ」を駆り、自ら「デカ尻女」と名付けた ポルシェ911カレラ （930型）との公道バトル模様が大筋。作中物語は、ポルシェ911カレラ（930型）と公道での禁断非合法バトルに挑む「キリン」と呼ばれる中年のライダーを主軸にしたストーリー。人物はもとより緻密に描かれたオートバイや車。背景や独特の効果音。独白のセリフや公道を200km/h以上の速度で競い走った者だけが分かる描写など、本当の大人向けリアル二輪漫画という新しいジャンルを開いた画期的かつ、以後2024年現在迄、追従する漫画も現れない孤高の作品。連載当時の中心となる物語の時代背景はオン・タイムで描かれ、キリンの過去の回想シ－ンが随所に挟み込まれる。
　主人公の「キリン」と呼ばれるバイク乗りの中年男性とドイツ（当時は西ドイツ）製高性能スポーツカー・メーカー「ポルシェ社」911シリーズのリアエンジン・後輪駆動のRRによる独特の車体形状から「デカ尻女」と呼んでいる911カレラ（930型）のドライバーと日曜日の早朝の都内から東名高速の東京ー浜松間を競争するのがストーリーの中核。
　作中には911シリーズ（4輪）との因縁エピソードや「キリン」の若き日の出来事も挿入され、より物語の背景を濃厚なものとしている。特に登場するバイクや車の設定が絶妙（リアル）で、連載当時はもっと速い高性能バイクも次々と発売されていたにもかかわず、あえてスズキGSX-1100SやホンダCB1100R改とポルシェ911カレラ（930型）の性能などを考慮した車種選定には作者の慧眼が垣間見える。
　都内から東名高速道路（現在の第一東名）へと、常軌を逸したハイスピードバトルを繰り広げる2台に刺激され、バトルに途中参加する者たちの中には、第2部の中心登場人物のモヒ／ホンダCB1100R改（長尾泰三）とチョースケ／カワサキGPZ900Rニンジャ改・スズキGSX-R1100・スズキGSX1100Sカタナ2型（渡辺長介）の姿もある。第1部での長尾泰三はモヒカン頭ゆえ（モヒ）と呼ばれ、バーン・スートーム・トゥルップス（BST）の看板をカットGジャンに背負う。渡辺長介（チョースケ）は「キリン」の過ぎ去った青春時代の若者像として描写され、男の精神的な成長をより対比させている。
　副題の「POINT OF NO-RETURN!」とは、主人公キリン自身の38歳という年齢を自分の人生の折り返し地点と考え、自身の中のこだわりに決着をつける最後のタイミング「戻れない最後の決断の時」としてサブ・ネーミングされている。
「キリン the REBOOT」
2007年よりモーターマガジン社刊行の月刊ムック誌『RIDE』誌上にて、「POINT OF NO RETURN!」編をフルカラー彩色し『キリン the REBOOT』のタイトルで再掲載。2012年3月公開の映画『POINT OF NO-RETURN!』に合わせ、少年画報社より『キリン フルカラー完全版』と改題し、1巻～4巻までの単行本版が全3巻にまとめられ完全版として刊行された。。基本色付けのみで、本編作画自体への加筆や修正などは特に見られない。
「The Horizontal Grays」編（5 - 18巻）
　峠の走り屋チーム「むてきんぐ」のリーダー格不破マサキと、コーヒーショップ「ランブル」のマスターでもあるモヒ（長尾泰三）と、彼の所属するバイクチーム「バーン・ストーム・トゥルップス」（BST）のメンバーを中心とした様々なバイク乗りたちの物語（風景）や交流を描く。
　BSTのチームが「あっぱれ隊」と「でかした隊」の2班に分かれていたり、メンバーによる超ロングツーリング場面など「本物のバイク乗り達」の出色エピソードも多い。この第2部では、マスターと精神的成長したチョースケのBSTメンバーに、若者の象徴（過去のチョースケ）としてマサキが対比される。初期のエピソードではスズキRGV２５０ガンマに乗るマサキとスズキGSX750SカタナⅢ型を駆る女性ライダー（通称レディ）との公道や峠でのバトルも描かれるがこのエピソードは尻切れで終わる。
　途中からは、日産スカイラインGT-R改／BNR-32（チーム・モルフェス）のリーダーとの競争（バトル）が中心となり、衝撃的なチョースケの事故死エピソードも描かれる。
　この「The Horizontal Grays」編は、「キリン」が明確に登場する場面は無いがシリーズの途中と最後に「POINT OF NO RETURN!」編の主人公と思しき人物が再登場、R32GT-R改と首都高から中央高速でのバトル中（マサキ、マスター、こーちゃん）に、BMWのK1200RSが乱入、マサキを先導しつつバトルに参加。そのライディングスタイルから泰三が「キリンか！」と発している。
「The Horizontal Grays スペシャルエディション」（5巻冒頭）
第2部本編のパイロット版であり、登場人物名は一部重複しているが、本編とは別の世界観・時間軸のエピソードとなる（ただし「キリンは泣かない」のフレーズは登場する）。主人公マサキが、公道ドラッグレースで海に落下して命を落とした兄貴分のコージの敵討ちの為、彼の形見であるフルチューンのモンスター「カタナ」に乗り、宿敵ピンクの「シボレー・コルベットC3型」4WD改に雨中の湾岸線バトルを挑む短編。雨の湾岸線をフルカウンターで横になりながら走るカタナ改の描写などもあり、ページ数の関係かその他の事情なのか、作者の特徴であるリアリズムを無視したやや中途半端な物語になってしまっている。
「RUN THE HAZARD」編（19巻 - 35巻）
　キリンのカタナを受け継いだ若き「キリン」の登場。公道での競争行為は、暴走グループとキリンに移行するが、無軌道に膨張してゆく無頼のバイクチーム「ガルーダ」との確執を描く長編。その争いはとどまることなく、モヒや謎の老舗バイクチーム「グリフォン」等周囲のバイク乗りを巻き込み、自ら破滅へと向かう。
　ストーリーは時系列順に語られていない為、それぞれの舞台となる場所から便宜上「北海道編」「東京編」として記述する。冒頭の導入部分はガルーダ壊滅後の北海道が舞台（19-21巻）、ガルーダの全盛期からその崩壊を描く東京編（21-35巻）、最後にまた北海道でのエンディング（35巻）という構成になる。また途中で東京編よりさらに過去のエピソード「ゴンボイ」が挿入されている（25巻）。ちなみに第2部の初期には、東京編と北海道編のブランクは5年と明記されるが、シリーズ最終巻である第35巻の展開上は、東京編の最後にガルーダ残党が北海道へ旅立っている。なお、北海道編においてキリンが乗っているバイクはカタナではなく、スズキGSX-R1100Wである。
　作品において重要な意味を持つ「カタナ」から乗り換えた理由は明らかにされていないが、最終第35巻で事故に巻き込まれた一般車のタンクローリーが事故で爆発炎上した際、道路上に倒したカタナを現場に放置して立ち去っており、現在所有していない可能性もある。
「ゴンボイ-Go on boy-」（25巻冒頭）
　本編（東京編）から遡ること数年前（明確な記述は無い）、キリンと呼ばれる以前の主人公と、モヒカンのマスターの出会いを描く短編。主人公はまだ少年の面影を残した十代の若者であり、ターミネーターズ仕様のホンダXR600に乗り、オン・オフ問わず単独で走っている。このエピソードでマスターが乗っているのは「カタナ」（第2部で「フジツボまぶし」と呼ばれて保管されていた初代キリンの乗機をレストアしたと思われる）。偶然知り合った二人の交流から、その若者の走りに何かの煌めきを感じたマスターが、最後にキリンの「カタナ」を譲る結末となっている。
「WONDER NET WANDER」編（36巻 - 39巻）
　海岸沿いの町で琴吹の姓を持つ「キリン」とその父、祖父、親子3代と750SS（H2）「マッハ」を中心に描かれる物語。祖父から与えられたマッハに乗り、様々な人と関わり合いながら自らの将来を見つめていく。この「WONDER NET WANDER」編は以前のシリーズと違い、主人公である「キリン」は「カタナ」に乗っていない。
「The Happy Ridder Speedway」編（1巻 - 11巻）
「キリン」というタイトルだが、新たに第1巻としている事から、平行世界での架空談として構成されている。時代設定は近未来の日本か？　四方を海に囲まれた孤島を舞台に、カワサキのマッハ３改（500SS）に乗るキリンと自らを呼ぶ旅人の青年を通じ、非合法なルールがまかり通るこの島の住民との交流模様や、命を懸けた試合をクリヤーすれば本島へ脱出する事ができるというのが物語の大筋（前作までの繋がりは一切なし）だが、この世界観を受け入れられるか否かで読者側での賛否が分かれる事になる。
　
　キリンと呼ばれるスズキGSX1100Sカタナ改を駆る中年の男や島からの脱出を心に秘めた者たちのドラマ。著者の初期作品に比べ、緻密に描かれるバイクや車なのだが、走行描写はあくまでも非リアル路線。それに引き換え「RUN THE HAZARD」編で描かれた対人間同士の暴力描写や人体破壊描写が益々リアルに描かれているので、読者の好みが分かれる事になる。
　（作中当時のオンタイム）ポルシェ911カレラGT3（993型）やパトカー仕様のR-35型ニッサンGT-Rなど登場するが、無軌道で暴力的な若者達の愛車はローライダー仕様の古いアメ車が多く登場するのも特徴。そこに島を仕切る警察一派や政治家、ギャング団、グレーゾーンの立ち位置に置かれた解体屋の男や酒場のオーナーなどの思惑が、流れ者で島に迷い込んだ、通称「ネギ」という若者の行動により徐々に表面化し、暴力と破壊への道を辿るのが主なストーリー。

## 登場人物

### 「POINT OF NO RETURN!」編
キリン
　時代はバブル期の1980年代。都内の中小広告代理店に勤める38歳（初登場時）離婚歴のある男性。本名は不明（作中で一度も氏名を呼ばれる描写が無い為）。同年代の男性よりも高い収入を得ており、鍛えて引き締まった体もあって女性には不自由していない。自宅マンション寝室の壁にはポルシェ911のポスターが掛けられていて、一夜を共にしたOLからは「車（ポルシェ）好き」と誤解をされる。
　７０年代の若い頃（26歳）に、カワサキZ750RS（Z2）で北海道ツーリングに行くエピソードでは、道中のサロベツでの未舗装路上でポルシェ911に追い越され、巻き上げた砂煙で視界がきかなくなり転倒する。「それ以来、ポルシェ911とバトルすることに執着するようになったのではないか？」と、当時のバイク仲間でツーリングに同行した年下の友人（現在はバイク屋「LAST LAPの店長」）が語るが、キリン自身の回想シーンで、夜の中央高速（多分、大月から相模湖辺り迄の連続する高速コーナー）で、ポルシェに追いつけず、離れ去るポルシェのテールランプを見ながら「いつか必ずぶち抜く」と誓う描写もある。
　7年前に、関越道にて発売直後の逆輸入車スズキGSX1100E（通称：大べコ）を駆り、200km/h以上で走行中、追い越し車線に出て来たメルセデスベンツ500SELに追突（ベンツは180km/hで追い越し車線に出て来てキリンの駆るバイクに追突された）。中央分離帯のグリーンベルトに投げ出されて生死の境を彷徨う重篤な怪我を負い、長期入院中に「もうバイクに乗らないで。また乗るなら別れる」と申し出た妻（娘あり）とは、またバイクに乗れる身体に治るか分からないまま療養中に離婚する。（追突事故の原因は「デカ尻女」ことポルシェとのバトル中だったんじゃないかと後にチョースケが語る）。
　それから数年経ち、関越道の大事故で長期入院による失業後、役員待遇で雇ってもらった広告代理店の仕事をソツなくこなし、平穏な毎日に何処か不満を感じながら暮らしていた（この頃にスズキGSX1100Sカタナを逆輸入で購入）。バイアス・タイヤ指定の純正ホイールに、あえてチューブレス・タイヤを履きパンクによる急激な空気圧の抜けを防ぐのがキリンのこだわりであるが、走行中にビートの耳が外れた事も数回あると記述される。
　ある夜、東名高速でポルシェとバトルになり最後には先行するが、実はポルシェが料金所手前でスピードダウンしたからで、キリンは料金所を見落とし支払待ちの車列に突っ込む事態をフルブレーキングで間一髪回避する。が、このバトルには負けたと感じる。
　結局、公道上でのバトルでは所詮はゆきずりの相手であり、しかもゴールなど決められている訳ではなく、ちゃんとした勝負はつかないと悟る。

　そんな時、仕事上で知り合ったマルタケ不動産社員の橋本が乗って来た「デカ尻女」ことポルシェ911（930型）カレラに出会い、自分の中に眠っていた「闘争心」と「こだわり」に気付く。そしてキリンは自身のこだわりを清算する為に、その時、所有していたゴールドのBMWR100RSを手放し、以前に乗っていたスズキGSX1100S「カタナ」をLASTLAPのバイク屋から買い戻す。この時点では、集合マフラー（ヨシムラ製？）フロント＆リアウインカーの埋め込み加工、フレームの補強（店長談）といったライトチューンが施されている。
　若者「チョースケ」に勝負を度々挑まれ、ついに箱根までの走行を承諾するが、キリンは自身の乗るスズキGSX1100SカタナとチョースケのカワサキGPZ900Rニンジャとの性能差に愕然とする。箱根ターンパイクの料金所前で休息しているとポルシェが2台現れ二人は追いかける。チョースケのニンジャはキリンのカタナを抜き去り先頭のポルシェを追いかけるが、橋上過ぎの高速コーナーで180km/h以上の速度でオーバーステアを抑え込む本物のポルシェ乗りが相手だった。その挙動につられチョースケは車線を逸脱、転倒してしまう。
　キリンは白もしくはシルバーのワンピース皮ツナギ（メーカー不明・クシタニ風）、ニー・スライダー無しにツナギと同色のブーツを履く。Arai製白のフルフェイス・ヘルメットがキリンのスタイル。友人のバイク屋の試乗車スズキGSX-R1100に乗って峠に行き、現在（当時）のオートバイの走行性能の高さに驚愕するも、若者チョースケが速さに自信を持つのも納得する。
　キリンは友人でもあるLASTLAP店長に「これで最後だ」と約束しフルノーマルに戻したカタナで、橋本のポルシェに挑む。
　日曜日の早朝、東京 -  浜松間での非合法公道レース。その公道バトルにモヒとチョースケがそれぞれの思惑から乱入してくる。東名高速に入って早々にクラッチワイヤーが切れるアクシデントに見舞われ、目の前では橋本が走行中のモヒの腕を掴むという殺人行為に近い出来事も起こるが、足柄SAでの休憩を挟み、ガソリン給油を入れ再び走り続ける。しかし、由比に差し掛かったところでギヤ抜けを起こし、瞬間的にトラクションが抜けたカタナは操作不能となり、側壁を飛び越えバイクごと海に落ちるも、肋骨のヒビと足首の骨折のみで生還する。この都内から東名高速のバトルを3巻以上に渡ってリアリティ満載に描くという作者の拘りが、バイク乗りのバイブルとなったのは想像できる。
「The Horizontal Grays」編でも、同一人物と思われる者がたびたび登場し、BMWのK100やK1200RSに乗っていた。また、連載していた雑誌「RIDE」中の読み切り漫画のエピソードでは、それなりに年を重ねたカタナに乗るキリンとポルシェに乗る橋本が再登場し、若者と会話するエピソードがある。
モヒ / マスター / 長尾泰三
　「バーンストーム・トゥルップス」のオリジナルメンバー。KADOYA製のシンヤレプリカ「バトルスーツⅡ」とBST看板付きGベスト。モヒカンの髪型に、オリジナル塗装のヘルメット（メーカー表記無いが、Arai製か）が特徴（後年、モヒ仕様のヘルメットがアライ・ヘルメットをベースに限定生産された／アライは関わっていない）。下はジーンズ素材のバトルスーツⅡ型（現在はKADOYA廃版品）。シリーズ中3部にわたって登場する唯一の人物。愛車はホンダCB1100R(1部／3部のランブル焼失後)、カワサキGPZ900R(2部前半)、カワサキZZR1100C型(2部後半)
　1部では、早朝の都内でバトルするキリンのカタナと橋本のポルシェに気づき「おもしろそうじゃねえの」という気分で、この伝説となる公道バトルに飛び入り参加する。愛車ホンダCB1100R改で2台を追いかけ、東名高速では一時、先頭に立つがすぐ後ろにキリンに追従されたまらずバトルを下りる。最終的にマシンのエンジンブロー（過回転によるバルブ欠損）で脱落、直後に先行するキリンのカタナが事故を起こすのを目撃する。
　バイク乗りが集まる喫茶店「ランブル」のマスター。所属するバイクチーム「バーンストーム・トゥルップス」（BST）は、複葉プロペラ機で農家の納屋を背面飛行ですり抜ける曲芸飛行隊をモチーフにしており、看板の飛行機の絵も背面飛行。公道0-400ｍレースで知り合ったナナハン乗りの男（ホンダCB750F／FZ）と、若き日のモヒ（ヤマハRZ250改350ccエンジン）が意気投合し2人で結成したチーム。だが、そのナナハン乗りが桜の咲く季節に事故死してしまったため、モヒがチームを引き継いだらしい（「バーンストーム・トゥルップス」の実質的なリーダーは、モヒかと思われるが、作中では明記されてはいない）。ちなみにマスターのモヒカン頭もそのナナハン乗りから受け継いだもの（別巻参照）。限定解除しCB750Fを事故で潰したマサキに愛車のGPZ900R改を譲り、自身は、当時世界最速と言われたカワサキZZ-R1100C型に乗替える。
　マサキに譲ったニンジャ900のエンジンを整備がてら（改造？）する描写もある。喫茶店の看板がRAMの3文字なのは、BSTメンバーの看板屋のおじさんが「RAMBUL」という文字サイズを間違って発注してしまった為。
　「チャック・チャック・イェーガー」と唱えれば不安は解消すると冗談めかして喫茶店の近所に住む中学生に人生指南したり、店が放火され火事の際は、近所に呼びかけるなど、外見はいかついバイク乗りだが、普通の市民としての生活をおくっている。作中、実家に帰省した際には着流しを着るなど、バトルスーツのイメージとは違う描写もあって、モヒの家族や友人も描写され、ひとつの短編エピソードとして完結している。
チョースケ / 渡辺長介
　1部では、カワサキGPZ900Rニンジャ乗りとして登場。BELL製の黒いフルフェイスに3本のイエローラインのオリジナル塗装がトレードマーク。1巻～4巻までのPONR編では、赤いウィンドー・ブレイカーにジーンズといった軽装で伝説のバトルに参入した。
　男として円熟の域にあるキリンとの対比キャラクターとして、作品初期の段階ではキリンに対して何かとつっかかる青年であり、若いバイク乗りを体現したキャラクターとして位置づけられる。キリンと共に箱根ターンパイクに行き、本物のポルシェ乗りに遭遇。バトルを仕掛けるも高速コーナーを4輪ドリフトで走り抜けるポルシェにつられ転倒し、愛車のニンジャを全損させる。数話のエピソード後、キリンと同じカタナで速さを証明したいという思いからⅡ型（赤）に乗る某バイクチームのヤゴさんを夜通し口説き、「今乗っているスズキGSX1100-Rと交換ならば」と承諾させる。
　赤のカタナⅡ型のキーを受け取った後の明け方、目の前の道でキリンと橋本のポルシェのバトルを目撃。慌てて追走するが、信じられない程プアなブレーキ性能や160km/hからチャタリングの出る、旧いバイクの低い性能に衝撃を受ける。そして、同じバイクを自分よりも乗りこなし、200Kmオーバーで振られながらも疾走するキリンのライディング技術と度胸を認める事になる。その事で後に、若いマサキに対して自らの体験を語る・キリンの思いを語り継ぐキャラクターとなっていく。
　「バーンストーム・トゥルップス」のメンバー。キリンに憧れながら、自身のバイク乗りとしてのポリシーを作り上げてゆく。サイコとユーノス・ロードスターでスキー旅行へ行く描写もあるが、作中では、仕事をしている描写が一切ないので、当時は大学生なのかも不明。
　2部「The Horizontal Grays」ではBSTのメンバーになっており、首都高でスカイラインGT-R（BNR-32）のみで結成されたチーム「モルフェス」とバトル中、首都高速環状線で転倒。愛車のカワサキGPZ900R改（ニンジャ）を全損焼失し自身も大怪我で入院するが、完治しないまま退院し、事故後のキリンに倣いバイクを走らせる。モヒも乗るZZR1100C型でBNR32GT-R改に乗る4輪チーム「モルフェス」のリーダーに再戦を挑むが300km/hを超える速度で湾岸線をバトル中に大型トラックの間をすり抜けようと接触し事故死（14巻）する。
橋本
　マルタケ不動産に勤める男性。キリンより二つ年下の36歳。キリンと仕事の取引で知り合った事がきっかけで、キリンにバイクとの競争を持ちかけられ浜松までのバトルを繰り広げることになる。筋金入りのポルシェ・パラノイアで、1973年式カレラRSと、SタイプエンジンをTタイプボディに載せた1984年式911カレラを所有する。以前はポルシェ930ターボも持っていたが、ターボモデルは気に入らなかったらしい（これも真のポルシェ乗りらしい選択）。
　ちなみに1973年式のカレラRSは通称「ナナサン・カレラ」と呼ばれポルシェ愛好家からは神格化された特別なモデル。本来のポルシェ９１１シリーズはこの930型までと評するのは、ABS（アンチロックブレーキシステム）やエアバックなど付かない故。この後、964型に代わりエアバック等の近代的安全装備が付帯されるが、シリーズ初の4WDやATをラインナップした関係上、シャーシも一新され、カミソリのような危うい操縦性やダイレクト感も失ったと言われる。
　要するに、RR独特の独特な限界挙動を普通のドライバーでもコントロールできる安定性の担保がポルシェのモデルチエンジの歴史でもあるが、現代の最新の911モデルでもタイヤ依存度は相変わらず高い。
　仕事上では腰の低い紳士的な人物だが、車に乗ると一変。心中はバイクに対し軽蔑の感情を抱いている。キリンとのバトルでは、休日の早朝とはいえ、都内を160km/hで走り、追うキリンに「求めていた最高のバトルの相手」と認めさせる。別エピソードでポルシェが後方のバイクのライトにイラつき、高速道路上で路肩からの追い越しをかけ直後を走っていたオートバイが転倒、ライダーが後続のトラックに撥ねられる事故場面が挿入されるが、そのドライバーが橋本かは不明（作画上は似ているが）。チョースケのニンジャを箱根ターンパイクで屠ったポルシェのドライバーも同様に不明（ドライバーの姿は一切描かれていない）。
キリンの恋人（中村？）
　クリスマス前夜、キリンとバーで出会い、一夜の関係を持った24歳のOL。彼女との出会いが、キリンがバトルに復帰するきっかけとなる。バイクについて全くの無知だったが、キリンが見ている世界を自分も理解したいと、作中では中型免許を取得。唯一、教習所の場面で「中村さん」とアナウンスされる描写があり、それがこの女性の苗字なのかはやや不明確である。また会社での事務職の描写もある。
　1部4巻の最後では、中型免許を修得し、当時最新のホンダVFR400Rで骨折したキリンをダンデムして登場する。その後、2台でロングツーリングに出かるシーンで「POINT OF NO RETURN!」編は終了する。

### 「The Horizontal Grays」編
マサキ / 不破雅樹
　「The Horizontal Grays」編の主人公的な存在。喫茶店「ランブル」に出入りする若者。レーシングチーム「むてきんぐ」に所属し、地元の峠では最速を誇るナンバー「01」。峠の走り屋時代の愛車はRGV250γ。大型免許取得後にマスターからCB750Fを譲ってもらうが、マスター、チョースケと共に夜間に都内を走っていて事故で全損させる。その後、ZZR1100に乗り換えたマスターの以前の愛車GPZ900Rニンジャを譲りうけることになる。1990年代当時、高校を自主中退し、アパートで一人暮らし中。かなりの高給だったバイク便をしていたが、一人暮らしの生活とバイク便でも酷使するニンジャの維持費を捻出するのに苦労していた。バーンストームのメンバーではないが、第13巻で峠を走っているときにバーンストームのナイロンジャケット（実際に限定販売された）を、着ている姿がみられた。
　スペシャルエディションでは、兄貴分の浩司の妹と付き合っており、ドラッグレースで死んだ浩司の仇を討つため、形見の水没したモンスターカタナを直して乗り、シボレー・コルベット4WD改と雨中での高速バトルをする。このエピソードでは作者の得意とするリアル志向よりも架空に近い描写が多く（200kmでのバイクのカウンター走行など）ストーリーも乱雑な感じがする。
サイコ / 彩子
　マサキの同級生。マサキのバイクにタンデムしたときの爽快感、開放感から普通自動二輪の免許取得を決意する。実際はマサキに気があったためと思われる描写もあり。序盤の愛車はJOG Z、中盤からはZEPHYR400。チョースケと付き合う。
リュウジ / 竜二
　「むてきんぐ02」。愛車はNSR250R。マサキと北海道ツーリングに行った際、ずっとバイクに乗り続けると約束するも、結局車に乗り換えてしまった。第7巻表紙は彼。なぜか最初は名前が「竜一」だった。
ケンジ / 本郷研二
　「むてきんぐ03」。のり子と見に行った鈴鹿8耐でレース熱が高まり、ミニバイクレース、250ccレースへ参戦する。その後5年落ちの250ccレーサーを購入し、レースの世界へ踏み入っていく。愛車としてゼッケン03の装飾が施されたスズキの50㏄スクーターが描かれていたが、場面によってHI-UP系とSEPIA系が混在し、作画が統一されていない。
のり子 / 土屋紀子
　サイコがアルバイトをしていたハンバーガーショップでの同僚。ケンジと付き合う。
コージ / 浩司
　スズキGSX1100Sカタナにこだわる男。マスター、チョースケとのバトルで自爆。この事故がきっかけで、後につるむようになる。仕事はタクシードラバーと後に判明。2人から「思い込みだけならキリン並み」と言われる。事故で壊れたカタナを自力で修理しさらに改造を増し、コンプリートモデルとして雑誌に紹介されるほどまでになった。
　BSTのメンバーではないが、死んだチョースケの弔いにメンバーが首都高へ集まった時にも顔を出している。
　スペシャルエディションでは、埠頭のドラッグレースでスティングレイとバトルし、海に落ちて死んだ（本編とは関係ない）。
ギントメ / 銀留
　チョースケ死後にランブルに出入りするようになったZZR1100乗り。当て字で書く「超苦売」がモットー。ドラッグレースでGSX-Rに勝つため70万かけてエンジンを改造したが、エンジンブローでパーになってしまった。ランブルのバイトをしていた娘に好意があったが、娘はマサキと結ばれる。なお、第28巻のカバーイラストでは、グリフォンのジャケットを着ている絵が描かれているが、本編ではグリフォン加入の情報は確認されていない。
　以後刊行された雑誌RIDE56の「Black Sand Beach」編では、スズキGSX1300R隼を駆り走り続けているギントメの現況が描かれている。
ウィンディ
　本名不明。本人が名乗っているわけでなく、目撃したバイク乗りの間での通称。ピンクのホイールを装着したGSX750SⅢ型カタナ（リトラクタブルライト採用の750カタナ）に乗る女性ライダー。峠道や混んでる一般道でのすり抜けなどで神業のようなライディングを見せた。重量の重いナナハンのカタナで、リアをスライドさせながらコーナーを曲がるライディングをし、それを見た当時RGV250γ乗りだったマサキは大型二輪への限定解除を決意した。
太郎丸
　マサキに地蔵峠で勝負を挑んだTZR250Rと、その通称。シリーズ冒頭でマサキに負けたゼファー乗りの友人。ヘルメット頭頂部の装飾物は、当時のローリング族の一部に浸透していた奇異なファッションに基づいている。
レックス / チャリンコ部隊のトオル
　地蔵峠で新たに頭角を現したチーム・レックス（T.REX）所属の少年。愛車はGSX-R400RSP仕様。作中「中学の時からきていた」「チャリンコ部隊の―」との描写（SCENE.24 単行本第8巻収録）は、スポーツ走行の観覧、もしくはスポーツ走行の模倣をする目的で自転車を用いて峠に通った当時の運転免許の未取得層、いわゆる「チャリダー（引用元：平和出版「バリバリマシン」※休刊）」の活動に由来し、当該エピソードで描かれた新規参入の若年層と古参の社会人層との間で生じる畏敬と不遜の入り混じった世代交代も、1990年代におけるローリング族の実情に基づいた構成となっている（雑誌掲載時期：平成5年/1993年）。マサキに地蔵峠で勝負を挑む。

### 「RUN THE HAZARD」編
キリン
2人目の若き「キリン」。「最初のキリン」が残した、青いカタナに乗る（手に入れる前までは銀の外装だったもの）。北海道編での搭乗車は油冷のスズキGSX-R1100。
マスターと出会った頃はXR600のターミネーターズ仕様に乗っていた。オフロードをものともせず、カタナで突っ走るモヒに影響され、後に「キリンのカタナ」を託される。バイクの技術だけでなく格闘技にも精通しており、喧嘩の強さも最強に描かれているが、モータースポーツ以外の争いは嫌う。
タンクローリー炎上時、涙を見せたことから、初代キリンの「キリンは泣かない」を覆したとも受け取れる。最後は船で海外？の港から走り去る描写あり。
カシラ
　傍若無人の限りを尽くすバイクチーム「ガルーダ」を率いる男。愛車はZZR1100DⅢ型の黒、ハーフカウル仕様。自分の親？所有のビルで、メンバーにバーをやらせたり、地階にメンバー専用のバイク屋をやらせたり、上階には道場がある。
北海道遠征の際にはキリンと対決時に折られた手首の握力が戻らなかったため負担の軽いアップハンドルのハーレーに搭乗。初期のチームガルーダはバイクをこよなく愛する硬派なチームであったエピソードが挿入されている。
マスター
　ガルーダの本拠地となっていたバー「ヴェルベットピーチセブン」のマスター。かなりの巨漢。現役メンバーではカシラに次ぐ最古参で、加藤と並ぶナンバー2的なポジション。若い頃に事故で片足を失い義足を付けている。愛車は1977年式ハーレー。
盟友加藤のケアをする為にチーム脱退を宣言した直後、チーム幹部に不満を持っていたメンバー（蒲生慎亮を殺した人間と同一人物）に路地裏で襲われる。ナイフで滅多切りにされるが応戦、返り討ちを果たすものの、本人も搬送先の病院で死亡する。
加藤（かとう）
ガルーダのナンバー2。現役メンバーではカシラ・マスターに次ぐ古参であり、加入前は初期のガルーダと敵対していたチームのリーダーだったが、カシラに軽くあしらわれ、格の違いを自覚し、自分の率いたバイクチームを解散。ガルーダに入る。愛車はGPZ900R。
キリンとの格闘戦で完膚なきまでに敗北したショックで麻薬に溺れ、中毒症状を起こす（麻薬はパブがバラ撒いたもの）。その後、敵対組織であった「グリフォン」幹部の協力により、更生施設へ送られ回復した模様。
北海道遠征メンバーの一人。その際はチョッパーハンドルのハーレーに搭乗。
竿師（さおし） / 寺崎（てらさき）
ガルーダのメンバーで、新参ながら中心メンバーの一角を担う。愛車はZ1000MKII。
ガルーダの全盛期に自ら売り込みに大阪から上京、喧嘩の強さをカシラに認められメンバー入りを果たした。関西弁を話し、愛嬌のある憎めない男。腕っ節も相当に強く、やや不利ながらもカトーと引き分けた。武闘派ではあるが、集団抗争などにはあまり興味を示さず、純粋にオートバイでのバトルを求める一面を持つ。痩身ながら精力絶倫のタフガイで、後に特技を生かしてAV男優となる（「竿師」の渾名はそれに由来する）。両肩から胸にかけて刺青を入れており、胸の図柄はギャオスとガメラ。キリンを自分のライバルと目し、幾度と無く勝負を挑む。その走り屋としての闘争心は、ガルーダの無法ぶりに辟易するキリンにも伝わり、一定の共感を得ることになる。
北海道遠征メンバーの一人。その際の愛車はNinja ZX-9R。高速走行中に横切った野生の鹿と衝突し、心肺停止状態に陥るも、奇跡的に回復し快方に向かう。
ガモウ / 蒲生慎亮（がもうしんすけ）
　ガルーダのメンバーで中心人物の一人。チームでは異例とも言える穏健派だが喧嘩も強く、何かと反抗的なメンバー（大竹）をボコボコにする描写がある。記者会見でのスポークスマンを担当した事から「広報部長」の肩書きを与えられる。愛車はGPZ900R。
　数年前、当時世界最速と言われたカワサキZZR-1100に乗っていたが、高速道路上で偶然出会ったチョースケ＆ニンジャを追いかけるるがチョースケの攻撃的な走りに強い衝撃を受ける。最終的にはチョースケのニンジャがエンジンブローし、この200km/hオーバーのロングランバトルは終わるが、その風貌や考えに強い影響を受ける（実弟に、その出来事を語る描写が有る）。
　「同じ目的、同じ匂いを持つ者達とただ走れればいい」という思いから、ガルーダに加わる。チョースケの名前や「バーンストーム・トゥルップス」のメンバーである事は知らないが、BSTの看板は覚えていた。単純に当時、有名であったバイクチームが「ガルーダ」だったので入ったと思われる。
　初代キリンの影響を強く受けていたチョースケや、キリンのカタナを受け継いだ2代目キリンと接することによって、ガルーダのバイクチームとしての存在意義に疑問を覚え始める。箱根で2代目のキリンとバトルする描写があり、本来はバイクで走る事が好きなだけの男であり、ガルーダメンバーの中では異端。結果的に、武闘派メンバーの反感を買うことになり、大竹の指示により襲撃され公園の公衆便所内でメンバーに刺殺されてしまう。
ガモウ / 蒲生啓亮（がもうけいすけ）
　蒲生慎亮の弟。殺害された兄の仇を取るため、ガルーダが限界まで膨張して崩壊に至る過渡期にメンバーとなる。愛車はZEPHYR。
　チーム加入前はいわゆる「バイカー風スタイル」（黒い革ジャン・革パンの威圧的なファッション）に否定的であり、自身は50年代風のロカビリースタイルだった。北海道遠征メンバーの一人。その際にはバイクではなくレガシー・ツーリングワゴン改に搭乗。このレガシィ改は260kh/mで巡行可能。作中、キリンを追うメンバーを見て「楽しそうだな」と呟く。
ハチ
ガルーダメンバーで、やや格下の扱いながら中心人物の一人。肩書きは「若頭」（寺崎が指名を断った為に指名された。実際の権限は不明）。愛車はGPZ900R。
首に「⑧」（ビリヤードの8番球）のタトゥーがある。キリンを追跡中に白バイと衝突、投げ出され後続車に左足を轢かれ骨折する。ガルーダのメンバーは黒尽くめのスタイルである事が多く、ほぼ例外なくヘルメットも黒一色だが、彼のヘルメットにはタトゥと同様に「⑧」のマークがある。前科持ちの為、警察には関わらないで逃げる。
北海道遠征メンバーの一人。その際にはバイクに乗らず、蒲生のレガシーに同乗する。
カツミ
ガルーダメンバー。愛車はBuellライトニング。
北海道遠征メンバーの一人。その際はローハンドルのハーレーに搭乗。
ハッカイ / 河口（かわぐち）
ガルーダの新人メンバー。愛車はヤマハV-MAX。
元々は松本の知人であり、強引かつなし崩し的に加入を果たす。以前から憧れていたようで、ガルーダに対する思い入れは強い。「ハッカイ」とは大食漢で女好きであることから猪八戒にちなんでカシラにつけられた渾名だが、本人は気に入っていない様子。
北海道遠征メンバーの一人。その際の愛車はヤマハYZF-R1。
パブ / 大竹（おおたけ）
ガルーダメンバー。享楽的かつ陰湿な性格でチームの好戦派を無軌道な蛮行に駆り立てる張本人。愛車はGPZ900R。
本業は麻薬の密売人（の元締め）であり、ガルーダへの参加をその隠れ蓑にしている可能性がある。以前から警察にマークされていた事に加え、メンバー殺傷事件への関与にも捜査の手が伸びた事により、累が及ぶのを懸念した麻薬の卸し元であるヤクザに口封じ目的で殺害される。
シャケゾウ
ガルーダメンバー。チームの全盛期にはパブと行動を共にすることが多く、好戦派を煽っていた。しかし麻薬の密売やメンバーの殺傷、内部抗争には関与していない様子。愛車はGPZ900R。キリンと
のバトルで足を出して妨害し横に並んだ様に鬼の形相で睨まれ怯むが直ぐに追いつくもキリンが仕掛けたトラップで転倒。怪我は何とか回避するも追って来たグリフォンゴーストに仲間と共に襲撃された。その後、またマシンに金が掛かると憂うも偏った発言をして仲間から突っ込まれてた。相次ぐメンバーの襲撃や死に疑問を抱き、通り掛かったデビルドックスのバイクを追うが乗ってたマシンがキリンとのバトルで大ダメージを負ったにも関わらず修理せずに乗った為マシントラブル(シミー現象)を起こし転倒。病院行きとなる。運ばれた際に救急隊員達にレザーパンツは切らないでくれと懇願していた。
イットキ
ガルーダメンバー。主にチームメンバーのバイクの整備を担当しており、走り屋である描写は無い。松本の口車に乗り、部外者の彼にチームジャケットを騙し取られ苦労する。返すように何度も催促するも無視やうやむやにしてジャケットを全く返さない事に業を煮やしスクーターで松本の住処に赴きバイクを破壊。イットキのジャケットは松本が偽ガルーダとして騙る際に多用されるが、チーム加入後の河口＝ハッカイに現場を見咎められ、無事に持ち主の元に戻った。
品原（しなはら）
ガルーダの新人メンバー。実はグリフォンが潜り込ませた密偵であり、ガルーダの内情を探るべく潜入。愛車はZZR1100。
松本善行（まつもとよしゆき）
ガルーダに取り入ろうと周辺をうろつく正体不明の男。「脂身」と称されるような小太りの小男で眼鏡と毛の生えたホクロが特徴。愛車はノーマルのニンジャ。
「ガルーダをドキュメンタリー映画の題材に」と業界人を装って接近するが、その事実は無いようで詐称である可能性が高い。裏ビデオの卸しや出会い系サイトを運営する怪しいプロダクションに出入りしているなど、本業は不明。ちなみにハッカイはその業者に出入りしていた関係での知り合いであり、また寺崎のAV男優業も松本の紹介。
　ガルーダとグリフォンの確執に目をつけ、グリフォンのメンバーの立ち回り先でもあったランブルに放火し全焼させる。イットキからチームジャケットを騙し取り、行く先々でガルーダの正規メンバーを騙る。嘘で塗り固められた発言と短絡的で無責任な行動は、幼稚な自己顕示欲に基づくものと思われる。チームジャケットを返さない為に持ち主のイットキに愛車を破壊され、他者との自己自慢話の最中に通り寄ったハッカイに驚いてジャケットを脱ぎ置き近くの自転車を盗み逃走する。その後、東北自動車道のサービスエリアのレストランで連れとの話中でランブルに自分が放火した事を偶然居合わせたバーンストーム・トゥルップスのメンバー達に聴かれた為に捕えられ、制裁を受けた上、免許証を取り上げられるが、その後は不明。
グリフォン・ゴースト
本名は不明。バイクチーム「グリフォン」の元メンバー。愛車はGPZ900R。
チームの仲間が襲撃された事やランブルへ放火（の疑い）から、ガルーダを敵視して攻撃を仕掛ける。グリフォン幹部による敵対行動の禁止を無視した為、チームから除名脱退させられた。その後も迷彩柄の上着と鉄パイプをトレードマークに「グリフォン・ゴースト」と名乗り、ガルーダを執拗に襲撃、その怒りの矛先はデビルドッグスへも向けられる。ベルベットピーチセブンでハッカイと対峙し圧倒するもハッカイが動かした自身のバイクに跳ねられる。
「グリフォン」
　40年以上続く老舗のバイクチーム。キリンとの確執からバーンストーム・トゥルップスに目をつけたガルーダが、見境なしに似たスタイルのバイク乗りを襲撃した挙句、一時敵対することになった。
　「スリー・セイジ」・「セブン・スターズ」と呼ばれる10人の幹部を頂点とする秘密結社的な集団で政界や財界のメンバーも居るような、ただならぬ雰囲気のチーム。上層部の決定に対してメンバーは絶対的な服従を求められる。ガルーダとのトラブルに関しては一方的に被害を受けても係わり合いにならないとの方針を打ち出す（公安警察の名も出る）、命令に反したメンバー（グリフォン・ゴースト）を脱退させる一方で、品原をガルーダに潜入させて情報を収集していた。ちなみに、「キリン」の父親（医師）はグリフォンの幹部の一人である。
「デビルドッグス」
浜崎を拠点とするというバイクチーム。リーダーの九鳴（くぐなり）以下、ポチ、タカシの3名しかいないものの、弱小ながら悪名を轟かそうと志だけは高い。全員モヒカンカットで黒いニンジャに乗る。
当初はガルーダへ友好的な交流を申し込んだが、あっさり断られる。その逆恨みと、世間の注目を集めるガルーダへの嫉妬から、敵対組織として襲撃を繰り返す。崩壊しつつあるガルーダに対して、主にスクーター乗りの若者を配下につけて勢力を拡大していく。なお、時折「デビルドックス」と称している場合がある。メンバーはそれぞれ背中にチーム名とエンブレムの刺青を入れている模様。しかしタカシの刺青は「DELVI DOC」とスペルが間違っている。
プリン
風俗嬢。源氏名であるが自分でもプリンと名乗っている。九鳴が店長をやっている風俗店「アリス」に所属しており、その関係でデビルドックスの面々とも交流がある他、客として接触したハッカイらガルーダのメンバーとも面識がある。
　曰く「イイ男に目がない」そうで、キリンの噂を聞きつけて一方的な好意を寄せる。通勤用にフュージョンに乗っていたが、キリンを追う為にXL1200を入手。ちなみに無免許。ガルーダ崩壊と同時期、北海道へ向かったというキリンの噂を頼りに、前後して店を辞めツーリングに出る。本人の弁によれば、行きのフェリーでキリンと同船していたとの事（前述の作中の時系列上の問題から真偽は不明）。
ムチャ
北海道編に登場。CRM250に乗るドレッドヘアの男。「猿沼野営場」で長期キャンプする若者の中ではリーダー格。事故にあった寺崎を助けた時にカツミと出会い、話しからガルーダに好印象を持ったがキャンプ場での他のメンバーの傍若無人ぶりを観て幻滅しカシラとカトウに食って掛かるも返り討ちに遭う。キャンプ場を去ろうとしてジロウに呼びかけるも拒否され一人で去った。道端でコーヒーを飲んでいた所にガルーダの取り巻きに呼ばれるもキリンと勘違いされ怒りの余り打ちのめしていた。
ジロウ
北海道編に登場。SR400に乗る金髪の若者。ムチャの弟分。ムチャと共にキャンプ場を去ろうとするもカツミに止められた。その後、一人キャンプ場を去ったムチャの姿を見つめていた。
モヒ
北海道編に登場。猿沼でキャンプする若者の一人。バイクは不明だが壊れてしまったらしい。ランブルのマスターである「モヒ」とは、渾名が同じだけでまったく無関係の別人。

### 「WONDER NET WANDER」編
キリン / 琴吹凛
三人目の若き「キリン」。これまでの「キリン」との関係は一切ない。搭乗機は750SS（H2）。ライディングテクニックも親譲りで友人のバリオスで白バイから逃げきった。凛仕様に整えてはくれたものの最初はマッハの扱いにくさに困惑してたが次第に乗りこなしていった。祖父から店を継いでくれ懇願されるも断り続けた。一人旅で出会ったバイク屋の腕と心意気に感動し店を継ぐことを決心する。
琴吹凛太郎
凛の父親。「琴吹輪業」の跡継ぎ。愛車はZ2。
若い頃、凛蔵をおちょくった際、凛蔵の乗るマッハに時速200キロで追い駆け回され死ぬような思いをして以来、マッハを嫌っている。祖父から継いだ店を骨董屋にして売れなさそうなガラクタを集めたり、他人からお金を騙し取るなどだらしなさそうな見た目とは反面喧嘩は異常なほど強く地方ヤクザの群れを叩きのめしていた。
琴吹凛蔵
凛の祖父。「琴吹輪業」の創設者。
凛にマッハを与えたその人。若き頃は自作した「コトブキ麒麟号」をひっさげ、「コトブキ・モーター」をホンダに並ぶバイクメーカーにしようと躍起になったが失敗し、いちバイク屋に身を転じる。現在は老人だが剣術に秀てている。事あるごとに凛に店を継いで欲しいと懇願する。一人旅から帰ってきた凛に店を継ぐ事を聞き、その後友人の車に乗って友人と共に旅立った。

### パロディ
ミスターバイクBG誌にてパロディ版が企画された。
- 「キリン」に対し「ロバ」
- 「ポイント オブ ノーリターン」に対し「ポイント オブ ノータリン」
- 「GSX1100S」に対し「GSX250S」
- 「CB1100R」に対して「CB250RSZ-R」
- 「ポルシェ・911」に対し「フォルクスワーゲン・ビートル」
- 目的地「浜名湖」に対し「保土ヶ谷PA」

## 書籍情報
- 東本昌平『キリン』少年画報社〈ヤングキングコミックス〉、全39巻。
  1. 1990年9月26日発売、ISBN 978-4-7859-1253-6
  2. 1990年9月26日発売、ISBN 978-4-7859-1254-3
  3. 1990年11月29日発売、ISBN 978-4-7859-1261-1
  4. 1991年2月28日発売、ISBN 978-4-7859-1269-7
  5. 1991年8月26日発売、ISBN 978-4-7859-1290-1
  6. 1992年4月27日発売、ISBN 978-4-7859-1315-1
  7. 1993年1月26日発売、ISBN 978-4-7859-1345-8
  8. 1993年8月19日発売、ISBN 978-4-7859-1372-4
  9. 1994年4月23日発売、ISBN 978-4-7859-1403-5
  10. 1994年11月8日発売、ISBN 978-4-7859-1426-4
  11. 1995年6月24日発売、ISBN 978-4-7859-1463-9
  12. 1995年11月7日発売、ISBN 978-4-7859-1495-0
  13. 1996年5月24日発売、ISBN 978-4-7859-1524-7
  14. 1996年11月22日発売、ISBN 978-4-7859-1550-6
  15. 1997年6月23日発売、ISBN 978-4-7859-1579-7
  16. 1998年1月9日発売、ISBN 978-4-7859-1818-7
  17. 1998年8月26日発売、ISBN 978-4-7859-1863-7
  18. 1999年3月17日発売、ISBN 978-4-7859-1898-9
  19. 1999年11月24日発売、ISBN 978-4-7859-1952-8
  20. 2000年8月7日発売、ISBN 978-4-7859-2015-9
  21. 2001年3月14日発売、ISBN 978-4-7859-2068-5
  22. 2001年7月26日発売、ISBN 978-4-7859-2105-7
  23. 2002年4月3日発売、ISBN 978-4-7859-2174-3
  24. 2002年11月29日発売、ISBN 978-4-7859-2255-9
  25. 2003年4月3日発売、ISBN 978-4-7859-2295-5
  26. 2003年12月1日発売、ISBN 978-4-7859-2383-9
  27. 2004年5月26日発売、ISBN 978-4-7859-2422-5
  28. 2004年9月27日発売、ISBN 978-4-7859-2470-6
  29. 2005年4月25日発売、ISBN 978-4-7859-2534-5
  30. 2005年8月10日発売、ISBN 978-4-7859-2564-2
  31. 2006年4月26日発売、ISBN 978-4-7859-2637-3
  32. 2006年10月26日発売、ISBN 978-4-7859-2704-2
  33. 2007年6月25日発売、ISBN 978-4-7859-2798-1
  34. 2007年10月26日発売、ISBN 978-4-7859-2869-8
  35. 2008年7月14日発売、ISBN 978-4-7859-2992-3
  36. 2009年1月26日発売、ISBN 978-4-7859-3094-3
  37. 2009年6月22日発売、ISBN 978-4-7859-3183-4
  38. 2010年3月23日発売、ISBN 978-4-7859-3343-2
  39. 2010年9月13日発売、ISBN 978-4-7859-3465-1

- 東本昌平『キリン The Happy Ridder Speedway』少年画報社〈ヤングキングコミックス〉、全11巻
  1. 2011年5月9日発売、ISBN 978-4-7859-3618-1
  2. 2011年10月24日発売、ISBN 978-4-7859-3721-8
  3. 2012年5月28日発売、ISBN 978-4-7859-3848-2
  4. 2012年11月5日発売、ISBN 978-4-7859-3956-4
  5. 2013年6月24日発売、ISBN 978-4-7859-5068-2
  6. 2013年12月24日発売、ISBN 978-4-7859-5187-0
  7. 2014年6月23日発売、ISBN 978-4-7859-5319-5
  8. 2014年12月22日発売、ISBN 978-4-7859-5454-3
  9. 2015年7月27日発売、ISBN 978-4-7859-5595-3
  10. 2016年1月25日発売、ISBN 978-4-7859-5708-7
  11. 2016年7月25日発売、ISBN 978-4-7859-5824-4

- 東本昌平『キリンフルカラー完全版』少年画報社〈ヤングキングコミックス〉、全3巻[5]。
  1. キリンフルカラー完全版 第1巻、2012年2月27日発売、ISBN 978-4785933371。
  2. キリンフルカラー完全版 第2巻、2012年3月26日発売、ISBN 978-4785933371。
  3. キリンフルカラー完全版 第3巻、2012年4月23日発売、ISBN 978-4785933371。

- 東本昌平『キリン』（廉価版）、少年画報社〈ヤングキングベスト〉、全6巻。
  1. キリン 傑作選集、2001年、ISBN 978-4785920838。
  2. キリン 曲技旅団突撃隊、2004年、ISBN 978-4785923907。
  3. キリン 最速バイク伝説・二代目キリン登場、2010年3月15日発売、ISBN 978-4785933371。
  4. キリン 最速バイク伝説・ガルーダ暴走、2001年4月12日発売、ISBN 978-4785933647。
  5. キリン 最速バイク伝説・神速のキリン、2001年5月17日発売、ISBN 978-4785933845。
  6. キリン 最速バイク伝説・激突!!公道バトル、2001年6月14日発売、ISBN 978-4785933968。

## 映画
「POINT OF NO RETURN!」編（1 - 4巻）の実写映画
2012年3月3日池袋シネマ・ロサを封切りに全国順次ロードショー

### キャスト
- キリン - 真木蔵人
- トモミ - 亜矢乃
- チョースケ - 久保田悠来
- 太田 - 仁科貴
- モヒ - 高山猛久
- 橋本 - 西沢仁太
- 立花 - 夏木陽介
- 湯江健幸
- 山内勉
- 寺井文孝
- 松本勝

### スタッフ
- 企画・脚本・監督 - 大鶴義丹
- 製作 - 樋上幸久
- エグゼグティブプロデューサー - 新田博邦
- 原作 - 東本昌平
- プロデューサー - 山崎将直
- 宣伝制作プロデューサー - 森田一人
- 撮影監督 - 沖芝和彦
- 編集 - 小美野昌史
- ライディングアドバイザー - 宮崎敬一郎
- マシン・プロデューサー - 杉本卓弥（テクニカルガレージRUN）
- 協力プロデューサー - 清水孝教
- マシン・アドバイザー - 和久井維彦 (Bull Dock)
- カースタント・コーディネーター - 炭竃浩司
- 制作統括 - 杉本健一郎
- 助監督 - 早川喜貴
- 照明 - 藤田貴路
- 録音 - 治田敏秀
- AP - 中野亮
- 整音 - 星一郎
- 効果 - 伊藤克己
- テーマ音楽 - 芳野藤丸
- 音楽 - 東野克・照屋宗夫
- 製作 - ミューズプランニング
- 配給 - インターフィルム
- 協力 - 少年画報社・モーターマガジン社・ケイダッシュ

### エンディングテーマ曲
- 『東京ララバイ』青山テルマ（ユニバーサルJ）